# 樹子腳 (臺中市)
樹子腳，原寫為樹仔腳，是臺灣臺中市南區的一個傳統地域名稱，位於該區西南部。相較於今日行政區，其範圍大致包括和平里西南部邊界地帶、工學里、樹義里不含東南端、樹德里東南半部、崇倫里西南部邊界地帶的南、北兩側。

## 歷史
台灣清治末期至日治初期，樹子腳地區為一街庄，稱為「樹仔腳庄」，隸屬於藍興堡。該庄西北與番婆庄為鄰，北與半平厝庄為鄰，東北及東與下橋仔頭庄為鄰，南邊為蘆竹湳庄，西南邊為頭前厝庄，西邊為九張犁庄。
1901年（日治明治三十四年）11月，全台廢縣廳改設二十廳，該庄隸屬於臺中廳。1903年（明治三十六年）6月，該庄編入「樹仔腳區」，隸屬於臺中廳。1909年（明治四十二年）10月，合併二十廳為十二廳，該庄改編入「臺中區」，仍隸屬於臺中廳。1920年（大正九年），全台地方制度大改正，廢十二廳改設五州二廳，該庄改制並雅化為「樹子腳」大字，隸屬於臺中州轄臺中市。
戰後本地區劃入南區，隸屬於臺灣省轄臺中市，大字改亦制為里。2010年12月，臺中縣市合併為直轄臺中市，南區隸屬不變。

## 聚落
本地區發展較早的聚落為樹仔腳，在日治期初期的官方地圖上已有記載。

## 交通
台鐵山線大致以東北—西南走向經過樹子腳地區最北端。境內未設站，北側最近的是臺中車站，屬特等站，各級列車均有停靠；南側最近的是大慶車站，屬簡易站，僅停靠區間快車及區間車。由此等可前往台鐵沿線各站。
省道台1乙線（五權路、復興路三段～二段）是大雅至大肚區王田的幹道，大致以東北—西南走向轉東北東—西南西走向經過本地區中部。由該道路向東北繞過臺中市中心轉北北西可前往西屯東北部、大雅並止於省道台10線路口，向西南西可前往烏日並止於國道1號王田交流道南側的省道台1線路口。

## 學校
- 臺中市樹德非營利幼兒園
- 樹義國小

## 廟宇
- 工學里福德祠（土地祠）